# ورزشگاه شفا
ورزشگاه شهر قبله (به ترکی آذربایجانی: Şəfa stadionu) یک ورزشگاه فوتبال در شهر باکو کشور جمهوری آذربایجان و متعلق به باشگاه فوتبال اینتر باکو که در سال ۲۰۰۱ میلادی با گنجایش ۸٬۱۲۵ نفری تأسیس شده‌است. در حال حاضر بازی‌های خانگی تیم فوتبال باشگاه فوتبال اینتر باکو در این ورزشگاه برگزار می‌شود.